# Nacho Lavernia
Ignacio Lavernia Company (Valencia, España, 1950) es un diseñador español. Sus trabajos abarcan variadas facetas del diseño industrial y del diseño gráfico: envases, mobiliario, artículos para el baño, identidad corporativa, editorial, señalética, etc. Recibió el Premio Nacional de Diseño en el año 2012.

## Biografía
Estudió decoración en la Escuela de Artes y Oficios de Valencia y luego diseño industrial en la Escuela Elisava de Barcelona. Ha formado parte de distintos equipos profesionales: Caps i Mans (1979-1984), La Nave (1984-1989) y Gimeno y Lavernia (1989-1994). En 1995 crea su estudio propio: Nacho Lavernia y Asociados. En el año 2000, Alberto Cienfuegos, que trabaja desde el inicio en el estudio, se incorpora como socio y se cambia la denominación a Lavernia & Cienfuegos.
Ha trabajado en el ámbito público y en el privado, con clientes en sectores industriales y de servicios (desde pequeñas marcas locales de juguete o mueble a grandes empresas multinacionales de cosmética o alimentación). Entre sus clientes destacan algunos como Zara, Unilever, Mercadona, Natura (Brasil), Delhaize, Philip Morris International, Planeta DeAgostini, Antares/Flos o Sanico.
Han participado en exposiciones y conferencias de diseño nacionales e internacionales y sus trabajos están presentes en multitud de publicaciones especializadas.
Fue presidente de la ADCV, Asociación de Diseñadores de la Comunidad Valenciana, y presidente de FESAD, Federación Española de Asociaciones de Diseño.
Ha sido profesor de diseño en la Fundación Universitaria San Pablo CEU  y en la Universidad Politécnica de Valencia.
Ha escrito artículos de diseño en varias revistas: On Diseño, Creativity News, ARDI y Diseño Interior.
El año 2000 participó en la exposición organizada por el Impiva y el Ministerio de Economía, Signos del siglo. 100 años de diseño gráfico en España, muestra que reconocía la aportación de los diseñadores españoles a la calidad de vida, al éxito de muchos productos y empresas, a la diversidad y a la creatividad. La participación de Nacho Lavernia en dicha exposición fue junto a otros 18 diseñadores valencianos ofreciendo una panorámica del diseño realizado por los profesionales valencianos como José Ramón Alcalá, Sebastián Alón, Arturo Ballester, Paco Bascuñán, Luis Dubón,  Sandra Figuerola, Marisa Gallén, Pepe Gimeno, Luis García Falgá, Lavernia y asociados, Javier Mariscal, Juan Nava, Daniel Nebot, Belén Payá, Rafael Ramírez Blanco, Josep Renau, Miguel Ripoll y Carlos Ruano.

## Reconocimientos
Nacho Lavernia recibió en el año 2012 el Premio Nacional de Diseño que le fue concedido por el Ministerio de Economía y Competitividad por toda su trayectoria profesional.
Anteriormente en el año 2011 el Consejo de Ministros le concedió la Medalla de Oro al Mérito del trabajo.
A lo largo de su trayectoria profesional ha recibido por sus trabajos premios tanto nacionales, LAUS, DELTA y AEPD, como internacionales, el Certificate of Typographic Excellence de Nueva York, el Design Plus ISH del German Design Council , o el Platinum de los Pentawards.